# Saint-Andelain
Saint-Andelain ist eine französische Gemeinde mit 609 Einwohnern (Stand: 1. Januar 2022) im Département Nièvre in der Region Bourgogne-Franche-Comté. Sie gehört zum Arrondissement Cosne-Cours-sur-Loire und zum Kanton Pouilly-sur-Loire. Die Bewohner werden Saint-Andelainois und Saint-Andelainoises genannt.

## Nachbargemeinden
Saint-Andelain liegt etwa 39 Kilometer nordnordwestlich von Nevers. Nachbargemeinden von Saint-Andelain sind Saint-Martin-sur-Nohain im Norden, Saint-Laurent-l’Abbaye im Nordosten, Saint-Quentin-sur-Nohain im Nordosten und Osten, Garchy im Südosten, Pouilly-sur-Loire im Süden und Westen sowie Tracy-sur-Loire im Westen und Nordwesten.

## Bevölkerungsentwicklung
| Jahr                       | 1962 | 1968 | 1975 | 1982 | 1990 | 1999 | 2006 | 2011 | 2020 |
| Einwohner                  | 610  | 635  | 521  | 518  | 551  | 526  | 536  | 558  | 592  |
| Quellen: Cassini und INSEE |      |      |      |      |      |      |      |      |      |

## Sehenswürdigkeiten
- Kirche Saint-Léger aus dem 19. Jahrhundert
- Frühere protestantische Kirche
- Aussichtsturm (La Belvedère)

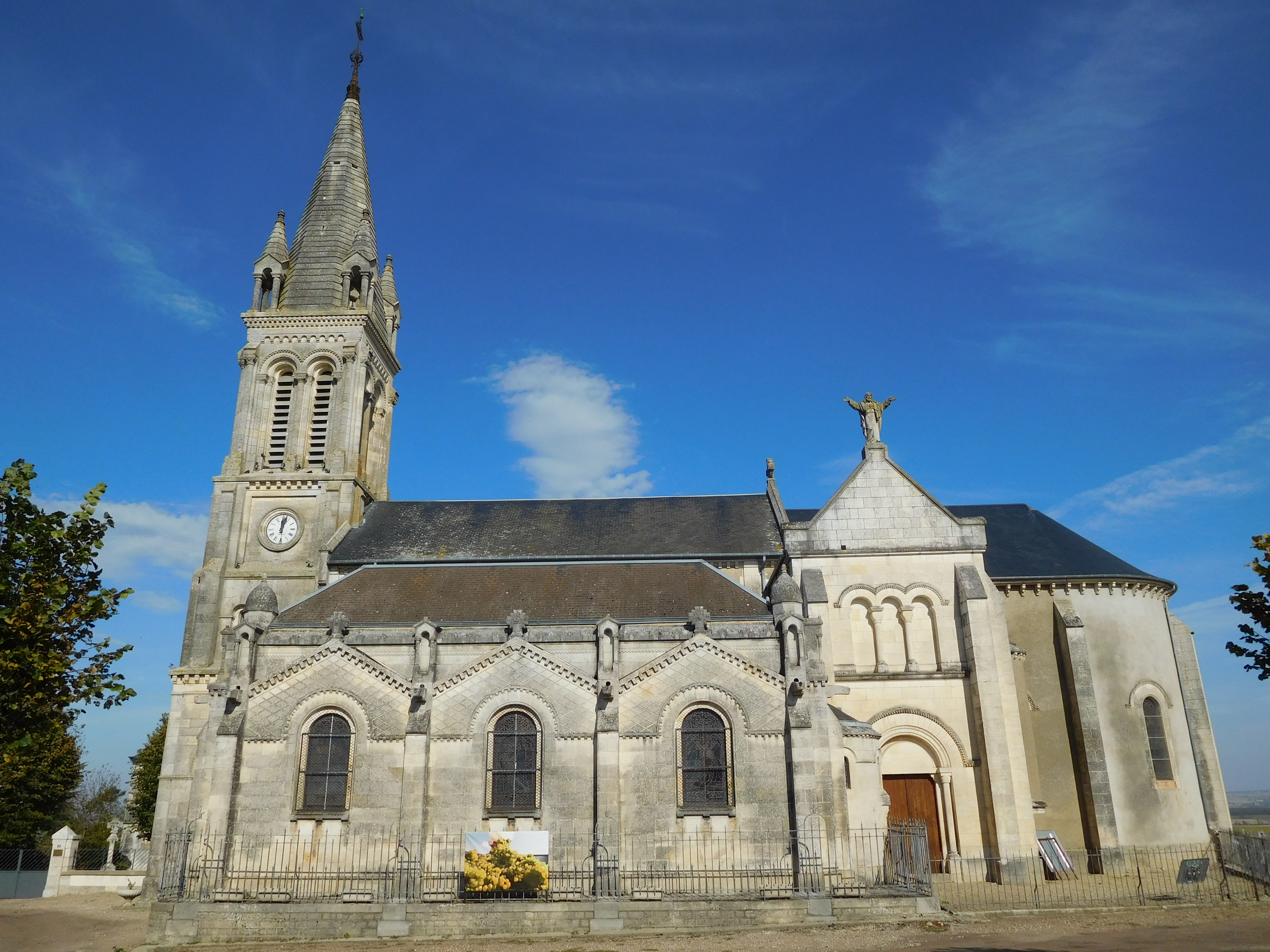
Kirche Saint-Léger
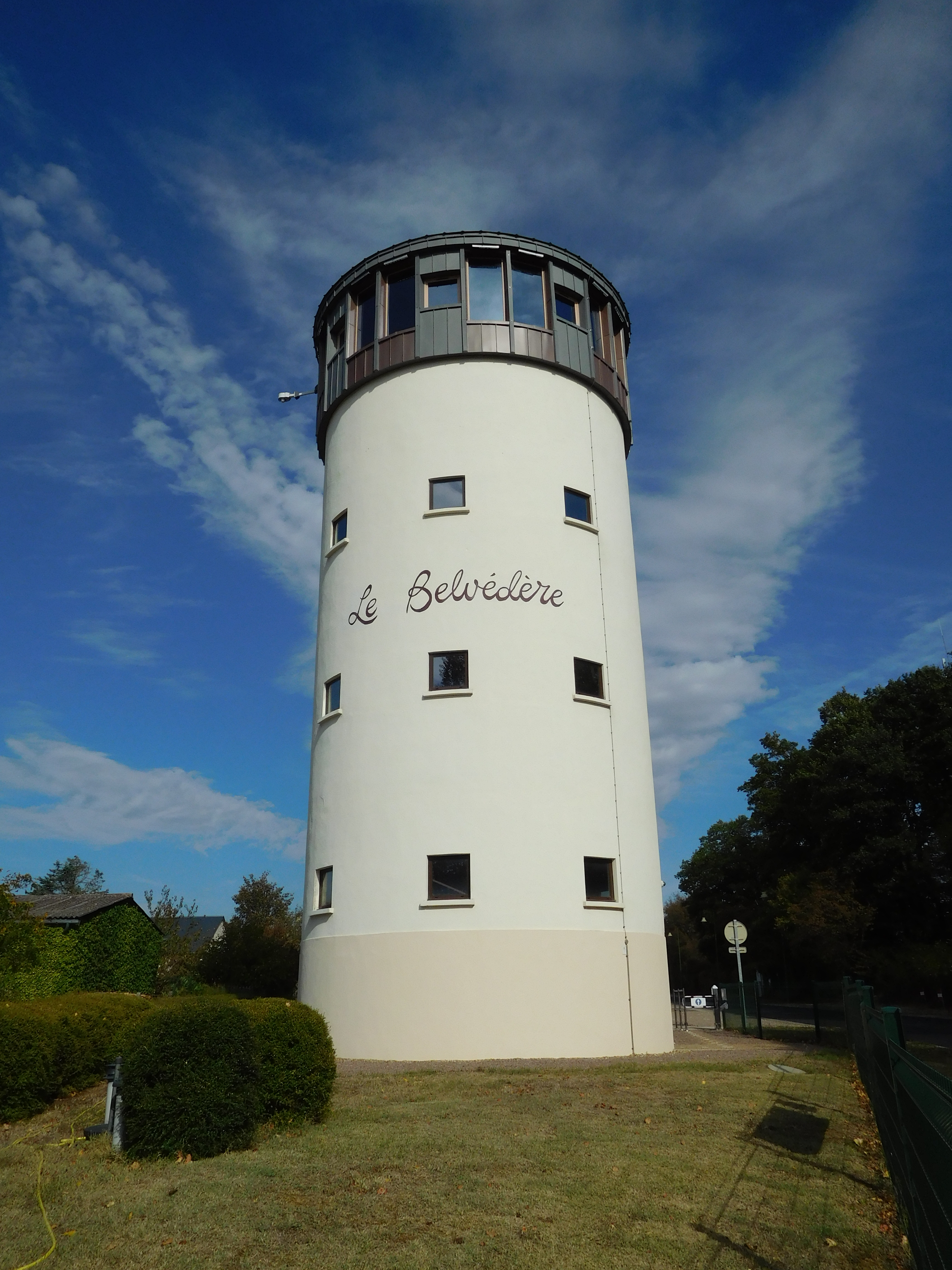
Aussichtsturm

## Persönlichkeiten
- Didier Dagueneau (1956–2008), französischer Winzer, geboren in Saint-Andelain